# The Reykjavík Grapevine
The Reykjavík Grapevine è una rivista mensile islandese pubblicata in lingua inglese.